# Philippe Redon
Pour les articles homonymes, voir Redon (homonymie).
Philippe Redon, né le 12 décembre 1950 à Gorron en Mayenne et mort le 12 mai 2020 à Rennes, est un joueur et un entraîneur de football français. Attaquant à ses débuts, il recule ensuite au milieu de terrain, avant d'entamer une carrière d'entraîneur à la fin des années 1980.

## Biographie

### Le joueur (1964-1988)

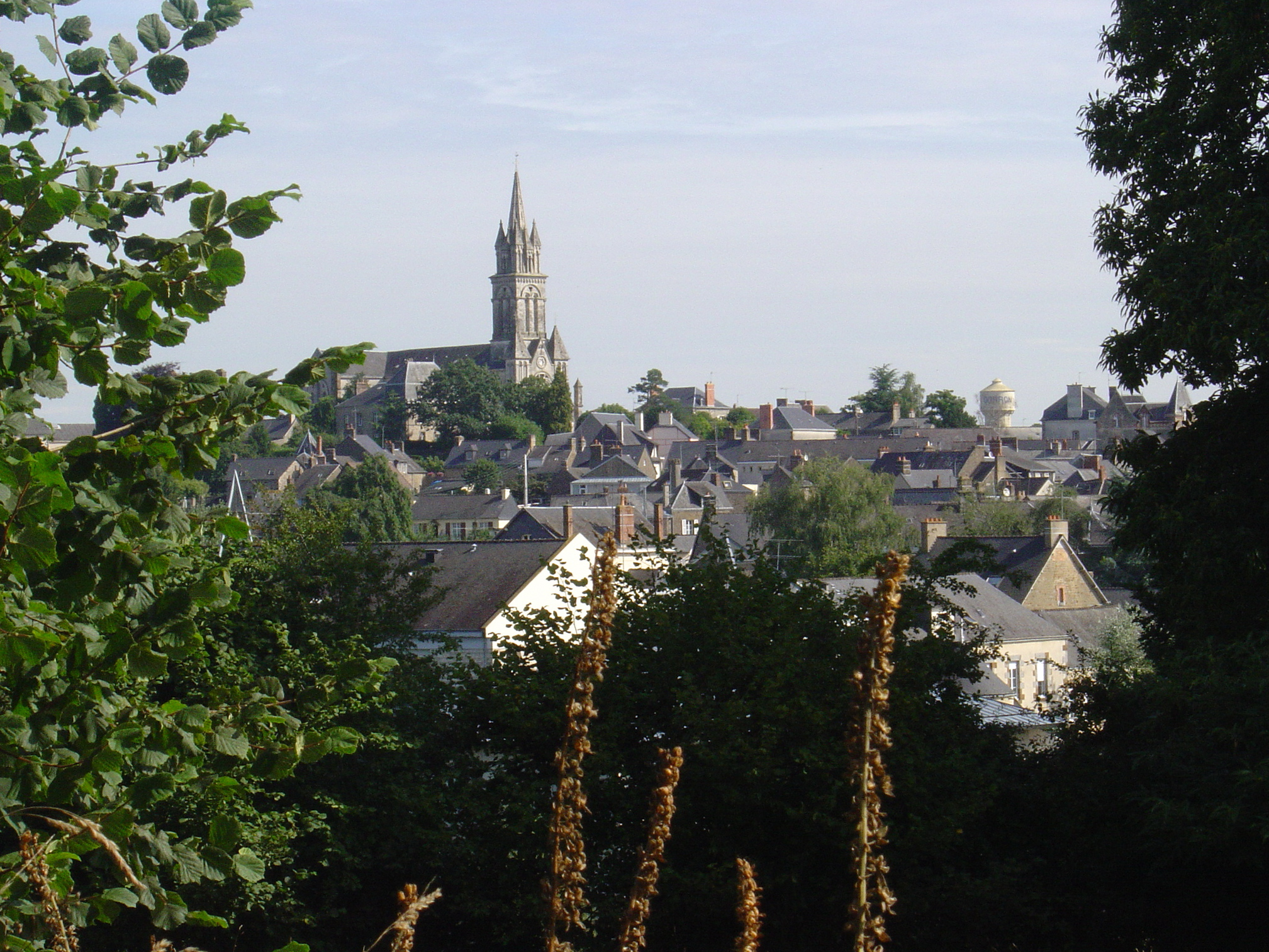
Philippe Redon est originaire de Gorron dans le Bocage mayennais.

Mayennais d'origine, licencié à l'US Avranches en DH Ouest, il intègre l'équipe de France juniors à 18 ans. Coaché par Georges Boulogne, et avec comme coéquipiers Serge Chiesa et Pierre Repellini, il remporte en décembre 1968 le tournoi juniors d'Alger, dont il est la révélation. Il est ensuite international amateur aux côtés du jeune Michel Platini, puis capitaine de l'équipe de France universitaire, où il côtoie Arsène Wenger et Christian Gourcuff. En 1970,, 1972 et 1974, il dispute le championnat du monde universitaire de la FISU.
Philippe Redon est un cas à part dans le football professionnel. Il est docteur en pharmacie de l'Université de Rennes, après avoir terminé sa formation au Stade rennais UC. Il joue d'abord avec l'équipe amateur en DH, comme ailier, avant de débuter dans l'équipe professionnelle lors de la saison 1971-1972. Pour son premier match, il marque le but égalisateur face aux Glasgow Rangers lors de la Coupe des Coupes, ce qui fait de lui le premier buteur du Stade rennais en coupe d'Europe. Longtemps amateur, il décide de signer son premier contrat professionnel en juin 1974. Il est chassé du Stade rennais par Bernard Lemoux avec les autres intellos du club : Raymond Keruzoré, Loïc Kerbiriou et Yves Le Floch en 1975.
Philippe Redon poursuit sa carrière de joueur dans de nombreux clubs différents, tout en continuant ses études : le Red Star, le PSG, Bordeaux, Metz, Laval, Rouen, Tahiti, Saint-Étienne, Saint-Lô et enfin Créteil. Adroit, rapide, efficace, clairvoyant et intelligent, il n'est cependant jamais sélectionné en équipe de France. Il intègre le bataillon de Joinville pour la saison 1976-1977. Il apparait dans l'équipe de France B en 1977 aux côtés d'Alain Giresse et Didier Six. En 1982 il est retenu par Michel Hidalgo dans une première liste de quarante joueurs pour la Coupe du monde 1982, mais ne fait pas partie de la liste finale de 22 joueurs.
En avril 2014, France Football le classe à la 23e place des meilleurs joueurs bretons. En 2022, le magazine So Foot le classe dans le top 1000 des meilleurs joueurs du championnat de France, à la 835e place.

### L'entraîneur (1988-2007)
Fort de plus de 300 matches dans l’élite, Philippe Redon prend sa retraite à la fin des années 1980 pour entraîner la dernière équipe dont il a porté le maillot, Créteil. En 1989, il prend les rênes du Racing Club de Lens mais est limogé quelques semaines plus tard, le 4 octobre.
Durant les années 1990, il s'exile, pour devenir le sélectionneur du Cameroun. Il emmène les Lions Indomptables en demi-finale de la CAN 1992. Également sélectionneur des Espoirs camerounais, il remporte le tournoi de football des Jeux africains de 1991. 
En 1996 il ouvre à Brécey un centre d'entraînement à destination des jeunes footballeurs, qui accueille  chaque été 300 jeunes de 8 à 16 ans.
En 2000, il dirige le Liberia pendant deux matches.
En 2002, il rejoint le Stade rennais en tant qu’adjoint de Vahid Halilhodžić. Il conserve ensuite son poste sous l’ère Bölöni jusqu’à l’été 2006, date de fin de son contrat. Après avoir reçu plusieurs propositions, dont une venant de la fédération du Mali, Philippe Redon accepte de poursuivre l’aventure au Stade rennais. Seul titulaire de DEPF (Diplôme d’Entraîneur Professionnel de Football) dans l’encadrement technique des Rouge et Noir, il est officiellement l’entraîneur du Stade rennais. Même si dans la nouvelle organisation de l’encadrement du club breton c’est Pierre Dréossi qui mène le bateau, Philippe Redon n’en garde pas moins une place importante dans l’organigramme du Stade rennais. En décembre 2007, avec l’arrivée de Guy Lacombe à la tête de l’équipe première, Philippe Redon est remercié.
Après l'avoir été occasionnellement sur France Télévisions au début des années 2000, il est consultant sur TV5 Monde, en Afrique et Amérique Latine.
Redon a également occupé le poste d'instructeur de la FIFA.
D'octobre 1988 à septembre 1989 il est membre du Variétés Club de France.
Un vestiaire du stade de Gorron, sa ville natale, porte son nom depuis 2019.
Le 12 mai 2020, il meurt à l'âge de 69 ans à Rennes.

## Carrière de joueur
- 1970-1975 :  Stade rennais FC
- 1975-1976 :  Red Star 93
- 1976-1978 :  Paris SG
- 1978-1979 :  Girondins de Bordeaux
- 1979-1980 :  FC Metz
- 1980-1983 :  Stade lavallois
- 1983-1985 :  FC Rouen
- 1985 :  AS Central Sport (Tahiti)
- 1985-1986 :  AS Saint-Étienne
- 1986-1988 :  Saint-Lô
- 1988-1989 :  US Créteil-Lusitanos[25]

## Carrière d'entraîneur
- 1989 :  RC Lens
- 1990 :  US Créteil-Lusitanos
- 1991-janvier 1992 :  Cameroun
- 2000 :  Liberia
- 2002-2007 :  Stade rennais FC (adjoint)

## Palmarès
- Vainqueur de la Coupe d'été en 1982 avec le Stade lavallois